# ستار همداني
ستار همداني (مواليد 6 يونيو 1974) هو لاعب كرة قدم. يلعب مع منتخب إيران لكرة القدم. سبق له أن لعب في كأس العالم لكرة القدم مع منتخب بلاده.

## روابط خارجية
- ستار همداني على موقع الاتحاد الدولي (مؤرشف)  (الإنجليزية)
- ستار همداني على موقع قاعدة بيانات كرة القدم.إي يو (الإنجليزية)
- ستار همداني على موقع ناشيونال فوتبول تيمز (الإنجليزية)
- ستار همداني على موقع Soccerway.com (الإنجليزية)